# Narval (1925)
Narval var en ubåt av Requin-klass byggd för den franska flottan i mitten av 1920-talet. Den kölsträcktes i mars 1923, sjösattes i maj 1925 och togs i bruk i juli 1926. Den anslöt sig till de fria franska styrkorna på Malta vid tiden för den franska kapitulationen under andra världskriget. Omkring den 15 december 1940 sjönk Narval efter att ha träffat en mina i samma minfält utanför Tunisien som sänkte hennes systerfartyg Morse sex månader tidigare.

## Design
Ubåtarna i Requin-klassen var 78 meter långa, hade en bredd på 6,8 meter, ett djupgående på 5,1 meter och kunde dyka upp till 80 meter. Ubåten hade ett deplacement på 1 150 ton vid ytan och ett deplacement på 1 441 ton under ytan. Framdrivningen i ytläge sköttes av två dieselmotorer på 2 900 hk (2 163 kW) och två elmotorer på 1 800 hk (1 342 kW). Ubåtarnas elektriska framdrivning gjorde att de kunde uppnå hastigheter på 9 knop (17 km/h) under vattnet och 15 knop (28 km/h) på ytan. Räckvidden på ytan var 7 700 nautiska mil (14 300 km) vid 9 knop (17 km/h) och 4 000 nautiska mil (7 400 km) vid 12 knop (22 km/h), med en räckvidd under vattenytan på 70 nautiska mil (130 km) vid 5 knop (9,3 km/h).

## Tjänstgöring
Mellan 1935 och 1937 genomgick Narval en grundlig översyn. Vid andra världskrigets utbrott tjänstgjorde Narval i Medelhavet och anslöt sig till den 4:e ubåtsflottiljen i Bizerte, för att sedan förflyttas till Beirut. Narvals befälhavare var kapten Cloarec. Den 11 juni 1940 återvände Narval till Bizerte. Vid tidpunkten för undertecknandet av den franska kapitulationen var fartyget på patrull och dess befälhavare ignorerade ordern den 17 juni att sluta besöka de brittiska hamnarna och seglade till Malta. Hon ingick i de fria franska styrkorna. Den 15 december 1940 sänktes Narval på en mina i samma minfält utanför Tunisien som sänkte hennes systerfartyg Morse sex månader tidigare.